# Coromoro
Coromoro – miasto w Kolumbii, w departamencie Santander.